# Break It Up
Break It Up is een nummer van de Nederlandse band Loïs Lane uit 1987. Het is de eerste single van hun titelloze debuutalbum.
"Break It Up" is een popliedje met een vrolijk geluid. De plaat kreeg onverwacht veel aandacht en leverde Loïs Lane meteen hun eerste kleine succesje op. Het nummer bereikte de 16e positie in de Tipparade, maar een notering in de Nederlandse Top 40 bleef echter uit.

## Tracklijst
7"
1. "Break It Up" - 4:20
2. "Nothing Left" - 4:00